# Lluís Jaume Vallespir

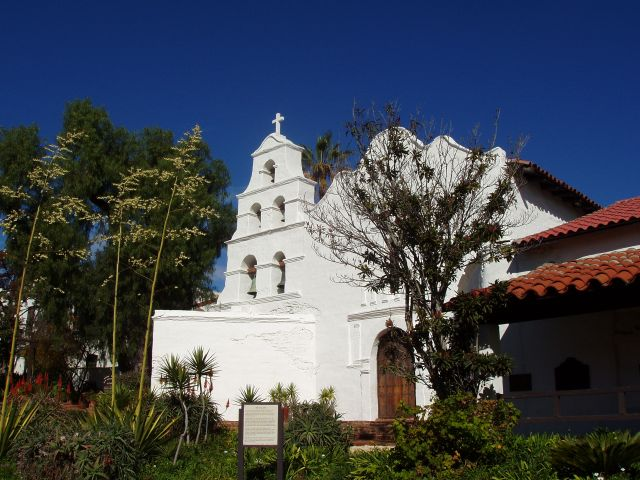
Les restes de fra Lluís Jaume reposen a l'església de la missió de San Diego de Alcalá

Fra Lluís Jaume Vallespir (Sant Joan, Mallorca, 17 d'octubre de 1740-San Diego, Califòrnia, 5 de novembre de 1775), nascut Melcior Jaume Vallespir, fou un missioner mallorquí enviat a Califòrnia amb el grup de setze frares de Juníper Serra.
Melcior Jaume va néixer a Son Baró, del terme de Sant Joan, fill de dos conreadors, Melcior Jaume i Morro, natural de Selva, i Margalida Vallespir i Sabater, de la parròquia de Santa Creu, de Palma, el 17 d'octubre de 1740. Va fer els seus primers estudis al Convent de Sant Bernadí de Petra. Entrà a l'orde dels franciscans el 27 de setembre de 1760, i va fer vot solemne el 29 de setembre de 1761. Finalment el 22 de desembre de 1764 fou ordenat prevere després de fer estudis al Convent de Sant Francesc de Palma. Fou lector (professor) de filosofia al Convent de Sant Francesc de 1765 a 1770. S'oferí com a missioner i embarcà a Palma el 5 de març de 1769 amb destí al Col·legi Apostòlic de San Fernando, a Mèxic.
La travessia transatlàntica va ser molt pesada. Finalment l'octubre fra Lluís i altres nou preveres van ser enviats a Califòrnia. En poc temps aprengué l'idioma dels indígenes, i quan va haver assolit parlar amb facilitat va escriure un catecisme en la llengua dels indígenes, que els espanyols anomenaven "dieguino", probablement kumeyaay. Degut a la falta d'aigua, i per tal d'evitar la presència dels soldats, per evitar el seu exemple, considerat perniciós pels nous cristians, va traslladar la missió. Va convertir les terres ermes en un hort i pujà una guarda de més de tres-cents caps de bestiar. Formà grups de catequistes i una escolania de cantaires de cant gregorià. La nit del 4 al 5 de novembre de 1775 uns 600 indis saquejaren la capella i calaren foc als altres edificis de la missió. Fra Lluís Jaume es va dirigir a ells i els saludà dient: «Hijos, Amar a Dios». Els indis el despullaren i li llançaren unes 18 fletxes, i li esclafaren la cara amb garrots i pedres. Quan fra Juníper Serra ho va saber exclamà: «Gracias a Dios, ya se regó aquella tierra; ahora si que se conseguirá la reducción de los dieguinos».
L'Ajuntament de Sant Joan el va proclamar fill predilecte de la vila l'any 1975. El 6 de setembre de 1786, l'Ajuntament de Palma el proclamà fill il·lustre de la ciutat.